# Слънчева чапла
Слънчевите чапли (Eurypyga helias) са вид средноголеми птици, единствен представител на род Eurypyga и семейство Eurypygidae. Характерни са с оперението си тип лъжливо око.
Разпространени са във влажните гори на тропична Америка от Гватемала на север до Амазония на юг, обикновено в близост до водни басейни. Хранят се главно с насекоми и други безгръбначни, по-рядко с дребни гръбначни, като риба, жаби и гущери.
Слънчевите чапли традиционно са класифицирани в разред Жеравоподобни, но съвременните изследвания не откриват близка връзка с тях и те са отделени в разред Eurypygiformes, включващ само още един съвременен вид – живеещата в Нова Каледония птица кагу.